# Wilhelminenhof (Aland)
Wilhelminenhof ist ein Wohnplatz im Ortsteil Krüden der Gemeinde Aland der Verbandsgemeinde Seehausen (Altmark) im Landkreis Stendal in Sachsen-Anhalt.

## Geografie
Der Ort liegt zwei Kilometer südwestlich von Krüden. Die Nachbarorte sind Vielbaum und Voßhof im Nordosten, Feldneuendorf im Osten, Seehausen (Altmark) im Südosten, Warthe, Tannenkrug und Lindenberg im Südwesten sowie Jeggel, Gerichsee und Krüden im Nordwesten.

## Geschichte
Wilhelminenhof ist vom Landesdirektor v. Voß angelegt worden und nach seiner Gemahlin Wilhelmine v. Ingersleben benannt worden.
Im Jahre 1789 lebten in der Colonie Wilhelminenhof 16 Büdner und Grundsitzer, die zusammen vier Feuerstellen hatten. Die Siedlungsform des Ortes änderte sich über die Jahre: 1833 ist der Ort eine Kolonie, ab 1840 ein Kolonistendorf, 1868 gehört er zur Gemeinde Vielbaum. 1885 bis 1931 ist der Ort ein Wohnplatz der Gemeinde Vielbaum, die am 1. Juli 1950 in die Gemeinde Krüden eingemeindet wurde. 1957 ist Vielbaum ein Wohnplatz von Krüden. 1986 wurde Wilhelminenhof als Ortsteil von Krüden aufgeführt. 2006 war Wilhelminenhof wieder nur ein Wohnplatz der Gemeinde Krüden. So ist es bis heute.

### Einwohnerentwicklung
| Jahr | Einwohner |
| ---- | --------- |
| 1789 | 42        |
| 1798 | 65        |
| 1801 | 65        |
| 1818 | 65        |

| Jahr | Einwohner |
| ---- | --------- |
| 1840 | 103       |
| 1871 | 100       |
| 1885 | 83        |
| 1895 | 101       |

| Jahr | Einwohner |
| ---- | --------- |
| 1905 | 103       |

Quelle:

## Religion
Die evangelischen Christen aus Wilhelminenhof waren in die Kirchengemeinde Vielbaum eingepfarrt, die früher zur Pfarrei Krüden (Crüden) gehörte. Seit dem Jahre 1993 gehören die Evangelischen aus Wilhelminenhof zum Kirchspiel Kirchspiel Krüden-Vielbaum das heute zum Pfarrbereich Beuster im Kirchenkreis Stendal im Propstsprengel Stendal-Magdeburg der Evangelischen Kirche in Mitteldeutschland gehört.
Die katholischen Christen gehören zur Pfarrei St. Anna in Stendal im Dekanat Stendal im Bistum Magdeburg.